# Ambienti calcarei d'alta quota della Valle di Rhêmes
Ambienti calcarei d'alta quota della Valle di Rhêmes este o arie protejată (arie specială de conservare — SAC, sit de importanță comunitară — SCI) din Italia întinsă pe o suprafață de 1.593 ha, integral pe uscat.

## Localizare
Centrul sitului Ambienti calcarei d'alta quota della Valle di Rhêmes este situat la coordonatele 45°30′34″N 7°04′28″E / 45.509444°N 7.074444°E.

## Înființare
Situl Ambienti calcarei d'alta quota della Valle di Rhêmes a fost declarat sit de importanță comunitară în septembrie 1995 pentru a proteja 3 specii de plante și 7 specii de animale. Situl a fost protejat și ca arie specială de conservare în februarie 2013.

## Biodiversitate
Situată în ecoregiunea alpină, aria protejată conține 17 habitate naturale: Păduri alpine de Larix decidua și/sau Pinus cembra, Pajiști boreale și alpine pe substrat silicios, Formațiuni pioniere alpine de Caricion bicoloris-atrofuscae, Râuri de munte și vegetația erbacee de pe malurile acestora, Izvoare petrifiante cu formare de travertin (Cratoneurion), Formațiuni ierboase bogate în specii de Nardus, dezvoltate pe substraturi silicioase în zone montane (și în zone submontane, în Europa continentală), Pante stâncoase silicioase cu vegetație casmofită, Pajiști alpine și boreale, Grohotișuri silicioase de la nivelul montan până la nivelul zăpezii (Androsacetalia alpinae și Galeopsietalia ladani), Tufărișuri subarctice cu Salix spp., Ghețari permanenți, Mlaștini alcaline, Grohotișuri calcaroase și de șisturi calcaroase de la nivelul montan până la nivelul alpin (Thlaspietea rotundifolii), Pante stâncoase calcaroase cu vegetație casmofită, Pajiști alpine și subalpine calcaroase, Lespezi calcaroase, Liziere de ierburi înalte hidrofile de câmpie și de nivel montan până la alpin.
La baza desemnării sitului se află mai multe specii protejate:
- plante (3): Riccia breidleri, Scapania carinthiaca, Trifolium saxatile
- păsări (5): potârnichea de stâncă (Alectoris graeca saxatilis), acvilă de munte (Aquila chrysaetos), zăgan (Gypaetus barbatus), Lagopus muta helvetica, Pyrrhocorax pyrrhocorax
- mamifere (1): lupul (Canis lupus)
- nevertebrate (1): fluturele auriu (Euphydryas aurinia)

Pe lângă speciile protejate, pe teritoriul sitului au mai fost identificate 20 de specii de plante, 5 specii de mamifere, 1 specie de nevertebrate.